# Lijst van ministers van Toerisme in de Franse Gemeenschap
Dit is een lijst van ministers van Toerisme in de Franse Gemeenschapsregering.

## Lijst
| Nr. | Minister                      | Partij | Partij | Begin             | Einde           | Regering(en)       | Bevoegdheid          |
| --- | ----------------------------- | ------ | ------ | ----------------- | --------------- | ------------------ | -------------------- |
| 1   | Philippe Monfils (1939)       |        | PRL    | 22 december 1981  | 3 december 1985 | Moureaux I         | Toerisme             |
| 2   | Edouard Poullet (1929)        |        | PSC    | 3 december 1985   | 2 februari 1988 | Monfils            | Toerisme             |
| 3   | Jean-Pierre Grafé (1932-2019) |        | PSC    | 2 februari 1988   | 7 januari 1992  | Moureaux II, Féaux | Toerisme             |
|     |                               |        |        |                   |                 |                    |                      |
| 4   | Laurette Onkelinx (1958)      |        | PS     | 6 mei 1993        | 21 juni 1995    | Onkelinx I         | Toerisme             |
|     |                               |        |        |                   |                 |                    |                      |
| 5   | Valérie Glatigny (1973)       |        | MR     | 17 september 2019 | 19 juli 2023    | Jeholet            | Promotie van Brussel |
| 6   | Françoise Bertieaux (1958)    |        | MR     | 19 juli 2023      | 16 juli 2024    | Jeholet            | Promotie van Brussel |